# Nitnikowce
Nitnikowce (Nematomorpha), nitkowce, drucieńce (Gordiacea) – typ zwierząt, bardzo długich, wodnych bezkręgowców, wcześniej klasyfikowanych jako gromada typu obleńce, do których są podobne. Są uważane za grupę siostrzaną nicieni (Nematoda). Larwy prowadzą pasożytniczy tryb życia.

## Występowanie
Przedstawiciele tej grupy odnajdywani są w morzach (pelagicznie) oraz w jeziorach, kałużach, wilgotnej glebie na brzegach zbiorników wodnych i w studniach – są tak powszechne, że sądzono niegdyś, iż rodzą się spontanicznie z końskich włosów (nawiązuje do tego angielska nazwa horsehair worms). Są kosmopolityczne, przy czym głównie występują w strefach umiarkowanych i ciepłych. 

## Budowa zewnętrzna i wewnętrzna
Nitnikowce zawdzięczają swoją nazwę niezwykłej długości ciała. Postacie dojrzałe są zawsze silnie wydłużone (od kilku milimetrów do 1,5 metra, przeciętnie 10–50 cm) przy bardzo małej średnicy ciała (1–3 mm).
Ciało silnie wydłużone, cylindryczne, włosowate, ma zabarwienie mleczne, żółtawe lub brązowawe. Jama ciała typu pseudocel. Przód jest zaokrąglony lub stożkowaty, tył zaokrąglony lub rozszczepiony na 2 lub 3 płaty wyrostków kaudalnych. W kutikuli larw jest chityna (w przeciwieństwie do kutikuli postaci dorosłych). 
Nitnikowce nie mają układu oddechowego, krwionośnego i narządów wydalniczych. Ich układ pokarmowy jest silnie zredukowany. Narządy zmysłu tworzą rozrzucone po całym ciele brodawki czuciowe. Gonady mają prostą budowę.

## Tryb życia
Niewiele wiadomo o ich trybie życia. Postacie larwalne są pasożytami przywr, pierścienic, mięczaków, skorupiaków, owadów (chruściki, prostoskrzydłe, chrząszcze), wijów, pajęczaków, ryb i płazów. Formy dorosłe żyją wolno w morzach, wodach śródlądowych oraz wilgotnej glebie.
U nitnikowców występuje zapłodnienie wewnętrzne. Samice składają do wody dziesiątki tysięcy (do około 1 mln) jaj w postaci śluzowatych sznurów lub pojedynczo. Larwy przebywają w wodzie lub w wilgotnej glebie. Są połykane przez żywiciela jako pokarm lub wwiercają się w jego miękkie tkanki, dostając się do jamy ciała. Po osiągnięciu formy młodocianej wydostają się z niego, przebijając ścianę, do wody.  

## Systematyka
Typ jest nieliczny, obejmuje około 320 gatunków, z czego 11 stwierdzono w Polsce (m.in. Gordius aquaticus – drucieniec wodny).
Dzieli się na 2 gromady:
- Gordioida (żyją w zbiornikach słodkowodnych i na ich brzegach)
- Nectonematoida (pelagiczne gatunki morskie)

## Znaczenie
Nitnikowce, choć prowadzą pasożytniczy tryb życia, nie są groźne dla ludzi ani zwierząt hodowlanych. Można odróżnić je od niebezpiecznych dla ludzi nicieni, zwracając uwagę przede wszystkim na charakterystycznie wydłużone proporcje ciała, a pod lupą – na brak haczyka na końcu ciała.